# Digestivo
Digestivo [di.d͡ʒe.ˈsti.vo] – włoskie napoje ułatwiające trawienie i pite na zakończenie obfitych posiłków. Najczęściej są to ziołowe likiery na bazie alkoholu, ale niektórzy – zwłaszcza kierowcy – zadowalają się bardzo mocną kawą, a starcy i chorzy – herbatą z rumianku. Jest to stały element uroczystych kolacji we Włoszech.